# Stadio Agia Sophia
Lo stadio Agia Sophia (in greco Στάδιο Αγιά Σοφιά?), conosciuto anche come OPAP Arena per motivi di sponsorizzazione, è un impianto sportivo nel sobborgo di Nea Filadelfia, ad Atene in Grecia. È lo stadio casalingo dell'AEK Atene ed è stato costruito nello stesso punto dove era stato costruito il vecchio stadio Nikos Goumas.

## Nome
Il nome dello stadio vuole richiamare quello della basilica di Santa Sofia (Agia Sophia) ad Istanbul, simbolica cattedrale cristiano-bizantina. L'impianto è conosciuto anche con il nome di OPAP Arena per motivi di sponsorizzazione con la società di scommesse sportive omonima, la quale ha concluso un contratto con l'AEK Atene per la durata di 5 anni.

## Storia
Nel 1926 una porzione di terreno a Nea Filadelfia viene concesso dalla città di Atene ai rifugiati pontini di ritorno dalle più diverse comunità cristiano-orientali in Asia Minore, dopo la sconfitta subita nel conflitto contro la Turchia. In quello stesso terreno nel 1930 viene costruito il primo impianto sportivo dell'AEK Atene, lo stadio Nikos Goumas.
Nel giugno 2003 il presidente di allora dell'AEK, Giannis Granitsas, decide di demolire lo stadio Goumas per costruire nello stesso luogo un nuovo impianto, giustificando tale decisione con i danni subiti dal vecchio stadio dopo il terremoto del 1999. Il progetto di Granitsas prevede anche la costruzione del palazzetto per ospitare le partite di basket dell'AEK e di un annesso centro commerciale. L'obiettivo è quello di completare la costruzione dello stadio prima dell'inizio dei giochi olimpici di Atene del 2004. Ad ostacolare il progetto di Granitsas arriva, tuttavia, la decisione contraria del Consiglio di Stato, il quale stabilisce che la costruzione del nuovo impianto violava la costituzione greca.
L'idea di costruire un nuovo impianto al posto del vecchio stadio Goumas ritorna alla ribalta con Dimitris Melissanidis, candidato nel 2005 alla presidenza dell'AEK. Il progetto di Melissanidis prevede anch'esso la costruzione del nuovo impianto nello stesso punto del vecchio impianto, ma si avanza anche l'idea di chiamarlo "Aghia Sophia". Tuttavia, Melissanidis non riesce a farsi eleggere come presidente e il progetto viene meno. Il nuovo presidente dell'AEK Demis Nikolaidis propone quindi, nel 2007, di spostare il nuovo impianto in un altro luogo, presso il sobborgo ateniese di Ano Liosia, aumentando i posti a sedere del nuovo stadio fino a 50.000. Ma la mancanza di sostegno del progetto da parte dei tifosi e di soldi in cassa fa naufragare nuovamente il progetto.
Con il fallimento della squadra e la sua retrocessione nel 2013, alla presidenza dell'AEK concorre nuovamente e vince Dimitris Melissanidis, il quale, in una conferenza stampa del 10 luglio 2013, rispolvera il suo antico progetto del nuovo stadio "Aghia Sophia". Il primo progetto concreto per il nuovo impianto viene presentato il 2 ottobre 2013 presso la Sala "Miltos Kountouras" della scuola media di Nea Filadelfia. A presentare per la prima volta il progetto è l'architetto Dimitris Andriopoulos, il quale dichiara che l'impianto (il quale avrà una struttura esterna che possa richiamare le antiche mura di Costantinopoli) rispetterà i criteri per rientrare nella quarta categoria degli impianti UEFA, avrà una capacità di 32.500 posti, oltre che 40 palchi riservati, e che al suo interno vi sarà un museo dedicato ai profughi greci che lasciarono l'Asia Minore nel 1922. Con la costruzione dello stadio si dichiara di aver creato 1500-2000 posti di lavoro e che lo stadio, durante lo svolgimento delle sue normali attività, richiederà l'impiego costante di 250-400 persone. Andriopoulos dichiara che la costruzione inizierà nel 2014 e che si concluderà l'anno successivo, il 2015.
Il 6 novembre 2013 viene quindi presentato pubblicamente il progetto della costruzione del nuovo stadio presso il Centro culturale "Onassis" di Atene, il quale è tra i sostenitori finanziari della costruzione insieme, tra gli altri, al Patriarcato ecumenico di Costantinopoli (quest'ultimo soltanto simbolicamente). Durante la presentazione viene mostrato un video nel quale si illustrano i dettagli tecnici del futuro nuovo impianto.
Il 2 gennaio 2015, tuttavia, il comune di Filadelfia-Chalkidonia deposita un esposto presso il Consiglio di Stato contro la decisione dell'amministrazione forestale di Atene di concedere all'AEK un terreno boschivo di 0,6 ettari necessario per la costruzione del nuovo stadio. Con le stesse motivazioni già 17 cittadini dello stesso comune avevano anch'essi presentato un esposto il 1º dicembre 2014. Il Consiglio di Stato rigetta comunque i due esposti il 6 marzo 2015.
Il 22 luglio 2015 il ministero per lo sviluppo e l'energia rende pubblico il progetto per consentire eventuali contestazioni entro 45 giorni. Dopo l'estensione di tale periodo ad ulteriori 45 giorni su richiesta del comune di Filadelfia-Chalkidonia, il processo di consultazione si è concluso il 24 novembre 2015.
Il 26 gennaio 2016 l'amministrazione regionale dell'Attica approva lo studio di impatto ambientale del progetto ed il successivo 31 marzo 2016 il ministro per lo Sviluppo e l'Energia, Panos Skourletis firma tale studio di impatto ambientale. In tal modo, la costruzione del nuovo stadio è stata definitivamente approvata dal ministero il 25 luglio 2017.
Ha ospitato la finale della UEFA Europa Conference League 2023-2024 tra Olympiacos e Fiorentina.

## Finanziamento
I costi netti per la costruzione dello stadio Aghia Sophia sono stati calcolati in complessivi 81,7 milioni di euro, con tre fasi di stanziamento fondi (rispettivamente, di 25, di 20 e di 14,7 milioni). Anche l'amministrazione regionale dell'Attica ha contribuito ai costi di costruzione, per un totale di 20 milioni. La somma rimanente è stata finanziata dalla società Dikefalos 1924, un ente finanziario specificamente creato per la costruzione dello stadio.

## Costruzione
Dopo l'approvazione definitiva del progetto, la costruzione del nuovo stadio è cominciata il 28 luglio 2017. La prima fase di costruzione delle fondamenta si è conclusa il 5 dicembre 2017. La seconda fase di costruzione del vero e proprio stadio, iniziata il 12 febbraio 2018, è stata operativamente gestita dalla Ermonassa SA e si è conclusa nell'estate 2022.

## Incontri internazionali tra club

### UEFA Europa Conference League
- Olympiacos 1-0  Fiorentina (Finale, 29 maggio 2024)